# 殺人の追憶
『殺人の追憶』（さつじんのついおく、原題：살인의 추억）は、2003年に公開された韓国のサスペンス映画。
軍事政権下1980年代後半に発生し、10人の犠牲者を出した華城連続殺人事件を巡る刑事たちを描いている。1996年初演のキム・グァンリムの戯曲『私に会いに来て』を原作とする。映画のストーリーと現実とは状況や関連人物の背景に相応の差異がある。第40回大鐘賞で最優秀作品賞・最優秀監督賞・最優秀主演男優賞（ソン・ガンホ）を受賞した。2019年9月に日本において舞台化された。

## あらすじ
1986年10月、農村地帯華城市の用水路から束縛された女性の遺体が発見される。地元警察の刑事パク・トゥマン（ソン・ガンホ）とチョ・ヨング（キム・レハ）、ク・ヒボン課長（ピョン・ヒボン）が捜査にあたるが、捜査は進展せず、2か月後、線路脇の稲田でビョンスン（リュ・テホ）の遺体が発見される。どちらも赤い服を身に着けた女性で、被害者自身の下着で縛られた上に、絞殺されていた。パク刑事は恋人ソリョン（チョン・ミソン）から、焼肉屋の息子で知的障害を持つグァンホ（パク・ノシク）がビョンスンに付きまとっていたという情報を得て、彼を取り調べる。そこへソウル市警の若手刑事ソ・テユン（キム・サンギョン）が赴任する。グァンホを犯人と決めつけたパク刑事とチョ刑事は、証拠を捏造し、暴力的な取り調べで自供を迫る。すると、グァンホは殺害方法を話し始める。この供述からグァンホが犯人と思われたが、ソ刑事は遺体の状況からグァンホの麻痺した手では犯行は不可能であると断定する。同時期に警察の拷問による自白強要が問題化し、ク課長は解任される。新任のシン課長（ソン・ジェホ）はソ刑事の主張を支持し、グァンホを釈放する。
ソ刑事は、殺害が雨の日に行われていると指摘し、行方不明になっているヒョンスンが殺害されているとの見方を示唆する。ソ刑事の進言を受けてシン課長は大掛かりな捜査に着手する。その結果、ヒョンスンの腐乱死体が発見される。しばらくしてセメント工場近くで女性の遺体が発見される。犯人は現場に手がかりとなる証拠を残さず、実像が見えない。そんな中、女性警官ギオクがある情報をもたらす。彼女が好んで聴いているFMラジオ局で毎日放送されている音楽番組に、事件が発生した日には必ず「憂鬱な手紙」という曲がリクエストされているというのだ。DJが読む葉書によるとリクエストした人物のラジオネームは「テリョン村の寂しい男」。ソ刑事はその葉書を入手して指紋や筆跡鑑定を行おうと課長に提案し、ラジオ局にも連絡するが、葉書は既に焼却されていた。
パク刑事とチョ刑事は第4の事件の犯行現場で待ち伏せし、そこに現れた女性下着で自慰をする変態男チョ・ビョンスンを捕まえる。パク刑事とチョ刑事はビョンスンの自白を捏造するが、彼もまた事件とは無関係であった。
捜査が進展せず焦るソ刑事は、捜査中に出会った女子中学生が語った「学校のトイレに隠れた変質者が、夜な夜な出没する」という話を思い出した。女子中学生は噂で聞いただけでその話の詳細を知らないと言ったが、別の学校関係者から、学校の向こうの畑で泣いている女性を見たという話を聞く。その女性を求めて一軒の農家にたどり着くと、女性はソ刑事を見た途端に怯えて家の中に隠れてしまう。彼女は被害者の中で唯一、殺害されずに解放されていた女性であった。事件のショックで男性恐怖症のようになっていた為、ギオクを連れて再び彼女の家を訪れ話を聞いたところ「自分は犯人の顔を見なかったので恐らく助かった」「犯人は手が女性のように白くて綺麗で柔らかかった」という証言を得る。その夜、ラジオ放送で再び「憂鬱な手紙」が流れた。そして、第5の事件が発生する。
ギオクが放送局に問い合わせ、曲をリクエストした人物がテリョン村に住む青年パク・ヒョンギュ（パク・ヘイル）であることが判明する。彼の職場まで行ってみると、ヒョンギュは事務員をしており、女性のような美形で色白の男であった。容疑者の特徴が証言と一致した為、ヒョンギュを署に連行し、取り調べを行う。ヒョンギュは事件が起こり始める直前に村に越してきた事がわかり、刑事たちは彼への疑いを強め、事件やリクエストした曲について追及するが、ヒョンギュはのらりくらりと否定。これに怒ってチョ刑事が暴力的な行動に出てしまい、取り調べは混乱、結局この日は不調に終わる。取り調べ後、ソ刑事はパク刑事との会話の中で、グァンホが自白した殺害方法のことを思い出す。テープに録音されたそれを改めて聞いてみると、自供と思われていたそれは殺人事件の目撃証言であった。2人はグァンホからもう一度話を聞くため彼の自宅である焼肉店へ向かう。すると、取り調べから外されて自暴自棄になり、酔っ払ったチョ刑事が、他の客が口にした警察批判に激昂して店内で暴れまわっていた。乱闘に巻き込まれパニックになったグァンホは店を飛び出す。パク刑事は彼を追いかけ、事件の日に犯行を目撃したかと問いただす。グァンホは、その日は田んぼの藁の中で寝ており、たまたま一部始終を目撃した事を話す。パク刑事はヒョンギュの顔写真を見せて犯人の顔ではないかと確認を迫るが、グァンホは質問に答えず、意味不明なことを繰り返し呟くばかり。そしてパク刑事が一瞬目を離した隙に、グァンホは線路に立ち入り、汽車に轢かれて即死してしまった。さらにグァンホが店で木材を振り回した際に、木材から飛び出ていた釘が脚に刺さったことで、チョ刑事は破傷風を発症し、片脚切断を余儀なくされる。
やがて、容疑の固まらないヒョンギュは釈放される。次の日、課長の元に科学捜査課から犯人の精液が見つかったという連絡が入る。精液のDNAとヒョンギュのそれが一致すれば確実な物証になるものの、DNA鑑定できる設備が韓国にはなく、アメリカまで送り依頼しなければならない。その間にまた事件が起こるのではないかと焦燥を抱きつつ、ソ刑事はヒョンギュを24時間監視していた。しかし、ふと眠りに落ちた拍子に彼を見失ってしまい、その夜にまたもや事件が発生する。被害者は彼に噂話を教えたあの女子中学生であった。怒りが限界に達したソ刑事は、ヒョンギュの自宅に乗り込み、無理やり外に連れ出す。そして殴る蹴るの暴行を繰り返し、鉄道トンネルの前まで連れていくと、拳銃を突きつけ自白を迫る。ヒョンギュは「自分が殺したと言えばいいのか」と挑発的に応じる。ソ刑事は暴行をさらに加速させる。そこに、DNA鑑定の結果を知らせる書類を持ったパク刑事が駆けつける。ソ刑事は書類に目を通すが「DNAが一致しないため、犯人とは断定できない」との結果が記されており、呆然とする。ソ刑事は怒りに任せて、逃げようとするヒョンギュに向けて発砲するが、パク刑事に止められる。ヒョンギュはそのまま暗いトンネルの奥に消えていった。
事件から時は過ぎて2003年。刑事を辞め、セールスマンに転職したパクはソリョンと結婚して2人の子供に恵まれ、忙しくも充実した日々を送っていた。ある日、仕事の途中で最初の殺人事件が発生した現場の近くを通りかかったパクは、自動車を降りて被害者の遺体が発見された用水路を覗きこんでみたが、もはや凶事の痕跡は何も残されていなかった。すると通りかかった1人の少女が話しかけてきた。話を聞くと、つい先ごろに知らない男が、パクと同じように用水路を覗きこんでいたのだという。その男は「以前、自分がここでやった事を思い出し、久しぶりに来てみた」と話していたという。驚愕したパクが少女に男の容姿を尋ねると、少女は「どこにでもいそうな普通の顔だった」と話す。それは、事件の真犯人がまだどこかで生きているという明確な事実であった。

## キャスト
| 役名             | 俳優             | 日本語吹替 |
| ---------------- | ---------------- | ---------- |
| パク・トゥマン   | ソン・ガンホ     | 山路和弘   |
| ソ・テユン       | キム・サンギョン | 小山力也   |
| チョ・ヨング     | キム・レハ       | 後藤敦     |
| シン・ドンチョル | ソン・ジェホ     | 伊井篤史   |
| ク・ヒボン       | ピョン・ヒボン   | 大塚周夫   |
| ペク・グァンホ   | パク・ノシク     | 岡野浩介   |
| パク・ヒョンギュ | パク・ヘイル     | 石田彰     |
| カク・ソリョン   | チョン・ミソン   | 藤貴子     |
| チョ・ビョンスン | リュ・テホ       | 長島雄一   |

- その他の声の吹き替え：幸田夏穂、東地宏樹、片岡身江、小島幸子、岩田安生、棚田恵美子、立石凉子、佐々木睦、永井誠、中澤やよい、本田貴子、鈴木貴征、上田陽司、白熊寛嗣、浅井晴美、平田絵里子、樋口真、鈴木里彩

## スタッフ
- 監督：ポン・ジュノ
- 脚本：ポン・ジュノ、シム・ソンボ
- 原作：キム・グァンリム『私に会いに来て』
- プロデューサー：チャ・スンジェ、ノ・ジョンユン
- 撮影：キム・ヒョング
- 美術：リュ・ソンヒ
- 照明：イ・ガンサン
- 編集：キム・ソンミン
- 助監督：ハン・ソングン
- 音楽：岩代太郎
- 制作：サイダス
- 配給：CJエンタテインメント
- 日本での配給：シネカノン

## 評価
『殺人の追憶』は、公開から1年以内でカルト映画として受け入れられた。レビュー収集サイトRotten Tomatoesでは、76件のレビューに基づいて95%の支持を受け、平均評価は8.20/10。批評家のコンセンサスには、「おなじみの犯罪ジャンルと社会風刺とコメディを融合させ、主要人物はあまりにも人間的な絶望を捉えている」と述べられている。Metacriticでは、15人の批評家の意見に基づいて100点満点中82点で、「普遍的な称賛」を示している。この映画は2003年度大鐘賞で最優秀作品賞を受賞し、ポン・ジュノとソン・ガンホはそれぞれ監督賞と主演男優賞を受賞した。
Cultura.idのLathifah Indahは、「殺人の追憶は間違いなくポン・ジュノの最高の映画の1つ」と述べている。ワシントンポストのディーソン・トンプソンはこの映画を「エキサイティング」、バラエティのデレク・エリーは「人間の過ちをじっくり描いた力強い映画」と評価。映画監督のクエンティン・タランティーノは、ポンの『グエムル-漢江の怪物-』とともに、1992年以来の彼のお気に入り映画トップ20の1つにこの映画を選んでいる。また、本作を21世紀最高の韓国映画としている。Sight and Soundは、「この10年間を定義した30の重要な映画」の1つに本作を選出。Slant Magazineは、最高の映画100のリストの63位に選出。Film Commentは、映画製作者、批評家、学者を含む様々な映画愛好家の国際的な世論調査に基づいて10年間の最高の映画100に「殺人の追憶」（84位）を含むポン・ジュノ作品を2作選出した（もう1つは「グエムル-漢江の怪物-」71位）。
映画の国内公開が終わるまでに、510万人以上を動員した。2003年に韓国で最も多くの動員を記録した映画になった。最終的には、同年に公開された『シルミド』に追い越されるのだが、『シルミド』の観客のほとんどは2004年までにそれを見ていなかった。映画は最終的に、『シュリ』、『友へ チング』、『JSA』の後で史上4番目に見られた映画になった。この映画の商業的な成功は、その制作会社の1つであるサイダス・ピクチャーズを破産の危機から救ったとされている。
カンヌ映画祭、ハワイ国際映画祭、ロンドン国際映画祭、東京国際映画祭、サン・セバスティアン国際映画祭など、いくつかの国際映画祭で上映された。東京国際映画祭で、最優秀監督賞を受賞している。

### 受賞歴
- 第40回大鐘賞：作品賞
- 第40回大鐘賞：監督賞（ポン・ジュノ）
- 第40回大鐘賞：主演男優賞（ソン・ガンホ）
- 第40回大鐘賞：人気男優賞（ソン・ガンホ）
- 第40回大鐘賞：照明賞（イ・ガンサン）
- 第24回青龍映画賞：最多観客賞
- 大韓民国映画大賞：作品賞
- 大韓民国映画大賞：監督賞（ポン・ジュノ）
- 大韓民国映画大賞：脚本・脚色賞（ポン・ジュノ、シム・ソンボ）
- 大韓民国映画大賞：主演男優賞（ソン・ガンホ）
- 大韓民国映画大賞：撮影賞（キム・ヒョング）
- 大韓民国映画大賞：編集賞（キム・ソンミン）
- 第23回韓国映画評論家協会賞：最優秀作品賞
- 第23回韓国映画評論家協会賞：監督賞（ポン・ジュノ）
- 第23回韓国映画評論家協会賞：主演男優賞（ソン・ガンホ）
- 第4回釜山映画評論家協会賞：監督賞（ポン・ジュノ）
- 第4回釜山映画評論家協会賞：脚本賞（ポン・ジュノ、シム・ソンボ）
- 第11回椿事映画賞：大賞
- 第11回椿事映画賞：今年の監督賞（ポン・ジュノ）
- 第11回椿事映画賞：今年の脚本賞（ポン・ジュノ、シム・ソンボ）
- 第11回椿事映画賞：今年の男優演技賞（ソン・ガンホ）
- 第11回椿事映画賞：今年の助演男優賞（パク・ノシク）
- 第11回椿事映画賞：今年の撮影賞（キム・ヒョング）
- 第11回椿事映画賞：今年の編集賞（キム・ソンミン）
- CINE21映画賞：今年のシナリオ賞（ポン・ジュノ、シム・ソンボ）
- CINE21映画賞：今年の撮影監督賞（キム・ヒョング）
- CINE21映画賞：今年のプロデュース賞（チャ・スンジェ）
- CINE21映画賞：今年の男優賞（ソン・ガンホ）
- CINE21映画賞：今年の男優賞（パク・ヘイル）
- 第1回マックスムービー最高の映画賞：最高の作品賞
- 第1回マックスムービー最高の映画賞：最高の監督賞（ポン・ジュノ）

## 舞台『私に会いに来て』（日本版）
映画の原作であるキム・グァンリム『私に会いに来て』の舞台化。2019年9月に東京・大阪で舞台化。演出はヨリコジュン、脚本（上演台本訳）は後藤温子、主演は藤田玲。

### 公演日程・会場
東京公演
2019年9月13日 - 9月16日 / 新国立劇場 小劇場
大阪公演
2019年9月19日 - 9月20日 / サンケイホールブリーゼ

### キャスト
キム・インジュン刑事
演 - 藤田玲
チョ・ナンホ刑事
演 - 中村優一
パク・ヨンオク記者
演 - 兒玉遥
ミスキム
演 - 西葉瑞希
容疑者
演 - グァンス（SUPERNOVA）
キム・セゴン課長
演 - 栗原英雄
- その他の出演者：大澤信児、高山猛久、田中亮、畑中竜也、曾田彩乃、藤本かえで、髙石あかり、（バイオリン演奏）Anna

### スタッフ
- 原作 - キム・グァンリム
- 演出 - ヨリコジュン
- 上演台本訳 - 後藤温子
- 美術 - 松本わかこ
- 照明 - 大波多秀起
- 音響 - 戸田雄樹、相川幸恵
- 衣裳 - ヨシダミホ
- ヘアメイク - 木村美和子、小林麗子、有藤萌
- 舞台監督 - 中西輝彦
- 演出助手 - 石田恭子
- 票券 - 河野英明、鈴木彩理衣
- 宣伝 - 石橋千尋、前木理花
- 宣伝美術 - 伊藤修嗣
- 宣伝写真 - 伊藤智美
- WEB制作 - メテオデザイン
- 制作 - 神戸丈志、小島友希
- コーディネーター - ピョ・ジュシク、イム・セリュン
- 上演協力 - 株式会社 神宮前プロデュース
- ラインプロデューサー - 辻本好二（神宮前プロデュース）
- プロデューサー - 安藤岳（東映ビデオ）、菅野征太郎（Guild）、山浦徹也（エイベックス・エンタテインメント）
- 主催 - 東映ビデオ、Guild、エイベックス・エンタテインメント

## 実際の事件
この映画では被害者の総数は言及されていないが、題材となった華城連続殺人事件では1986年10月から1991年4月の間に、華城地域で少なくとも10件の同様の殺人事件が発生した。
犯人が被害女性を下着で縛る描写は、実際の事件から採用されている。映画と同様に警察は事件現場で犯人の物と疑われる体液を発見しているが、DNAが容疑者と一致するかどうか判断するための機材へのアクセス権を持っていなかった。9番目の殺人後、DNA鑑定のため証拠は日本（映画ではアメリカ）へ送られたが、結果は容疑者と一致しなかった。
映画の結末と同様に、公開時点で犯人は逮捕されていなかった。時効が近づきつつあるため、ウリ党が犯人を見つけるためにより多くの時間を検察官に与えるために法律を改正しようとした。しかし、2006年に最後の事件が時効となった。その13年後の2019年9月18日、警察は50代男性イ・チュンジェを殺人の容疑者として特定したと発表した。彼のDNAは証拠のそれと一致した。彼はこの発表時点で、義理の姉妹への性的暴行及び殺害の罪で無期懲役の判決を受けて釜山刑務所で服役していた。
イは当初連続殺人への関与を否定していたが、2019年10月2日、イが未解決の連続殺人9件とその他5件を含む14人の殺害を認めたと警察が発表した。その他5件の殺人事件のうち3件は華城で発生したが、残りの2件は清州で発生している。2019年10月時点で捜査が進行中のため、この5人の犠牲者の詳細は公表されていない。彼は殺人に加えて30件以上の強姦を自白している。
犯人の特定後、監督のポン・ジュノは「映画を作ったとき、とても興味深かったし、犯人についてもたくさん考えていた。」「犯人の顔を見ることが出来た。私の感情を説明するためには、もう少し時間が必要だが、今は何よりも犯人を捕まえるため終わりの見えない努力を続けてきた警察関係者に拍手を送りたい」とコメントを寄せた。ちなみにイは収監中にこの映画を見たことがあるが、「ただ映画として見ただけで、何の感情も抱かなかった」と述べている。